# Adenanthos eyrei
Adenanthos eyrei es un arbusto la familia Proteaceae. Nativo de un único sistema de dunas en la cima de un acantilado en la remota costa sur de Australia Occidental, está catalogado como raro y en peligro de extinción. Fue descubierto por E. Charles Nelson en 1973 y formalmente descrito y nombrado en 1978.

## Descripción
Adenanthos eyrei crece como un arbusto erecto de hasta un metro de altura, sin lignotuber y con corteza verrugosa en los tallos más viejos. Las hojas son de unos 15 mm de largo y generalmente segmentadas en tres lóbulos, cada uno de hasta 10 mm de largo y alrededor de 3 mm de ancho.